# Retzstadt
Retzstadt település Németországban, azon belül Bajorországban. Lakosainak száma 1633 fő (2023. december 31.). Retzstadt Arnstein, Thüngen, Zellingen, Thüngersheim, Güntersleben és Gramschatzer Wald községekkel határos.

## Népesség
A település népessége az elmúlt években az alábbi módon változott:
| Lakosok száma | 937  | 1259 | 1324 | 1520 | 1553 | 1543 | 1540 | 1540 | 1580 | 1633 |
|               | 1875 | 1950 | 1975 | 1987 | 2012 | 2014 | 2016 | 2017 | 2021 | 2023 |